# Bystrinsky (huyện)
Huyện Bystrinsky (tiếng Nga: ? райо́н) là một huyện hành chính tự quản (raion), của Vùng Kamchatka, Nga. Huyện có diện tích 24244 km². Trung tâm của huyện đóng ở Esso.